# Asturias (manzana)
Asturias es el nombre de una variedad cultivar de manzano (Malus domestica). Esta manzana es originaria de Galicia, está cultivada en la colección de árboles frutales y banco de germoplasma de Mabegondo con el Nº 44; ejemplares procedentes de esquejes localizados en San Cosme de Nogueirosa (La Coruña).

## Sinónimos
- "Manzana Asturias",[4][5]
- "Maceira Asturias".

## Características
El manzano de la variedad 'Asturias' tiene un vigor elevado. Tamaño grande y porte erguido.
Época de inicio de brotación a partir del 31 de marzo y de floración a partir de 18 de abril.
Las hojas tienen una longitud del limbo de tamaño corto, con la máxima anchura del limbo media. Longitud de las estípulas es corta y la máxima anchura de las estípulas es estrecha. Denticulación del borde del limbo es ondulado, con la forma del ápice del limbo mucronado y la forma de la base del limbo es cordiforme. Con subestípulas presentes.
Sus flores tienen una longitud de los pétalos media, anchura de los pétalos es estrecha, disposición de los pétalos libres entre sí, con una longitud del pedúnculo media.
La variedad de manzana 'Asturias' tiene un fruto de tamaño medio, de forma plana-globosa, de color rojo, con chapa completa, e intensidad fuerte. Epidermis de textura suave con pruina en su superficie, y con presencia de cera media. Sensibilidad al "russeting" (pardeamiento áspero superficial que presentan algunas variedades) muy poco sensible. Con lenticelas de tamaño grande.
Los sépalos están dispuestos de forma variable, y superpuestos en su base; su fosa calicina es muy profunda de una anchura ancha. Pedúnculo de grosor grueso y de longitud largo, siendo la cavidad peduncular de una profundidad profunda y de anchura ancha. Con pulpa de color blanco-crema-rosado, de firmeza es suave y textura harinosa; su jugosidad es intermedia con sabor de acidez baja, dulzor medio-bajo y aromática.
Época de maduración y recolección a partir del 22 de agosto. 'Asturias' es una manzana de uso mixto que se utiliza como manzana de mesa y en la producción de sidra.

## Susceptibilidades
- Oidio: ataque medio
- Moteado: ataque débil
- Raíces aéreas: no presenta
- Momificado: no presenta
- Pulgón lanígero: no presenta
- Pulgón verde: ataque medio
- Araña roja: no presenta
- Chancro del manzano: no presenta[3]